# Homo Sapiens (tegneserie)
Homo Sapiens ( B.C. ) er en amerikansk avisstribe af Johnny Hart ( 1931 – 8. april 2007). Seriens oprindelige navn er B.C., som hentyder til det engelske udtryk for et årstal før vor tidsregnings år nul. På dansk har den fået navnet Homo Sapiens. 
Homo Sapiens foregår i stenalderen, og har forskellige mere og mindre kloge hulemennesker på rollelisten, bl.a. er der en som har opfundet hjulet. Der er flere forskellige dyr med i serien, bl.a. slanger og myreslugere. Serien gør meget brug af ironi, sort humor, platte jokes og ordkløverier.